# Ośrodek Sportu i Rekreacji w Solcu Kujawskim

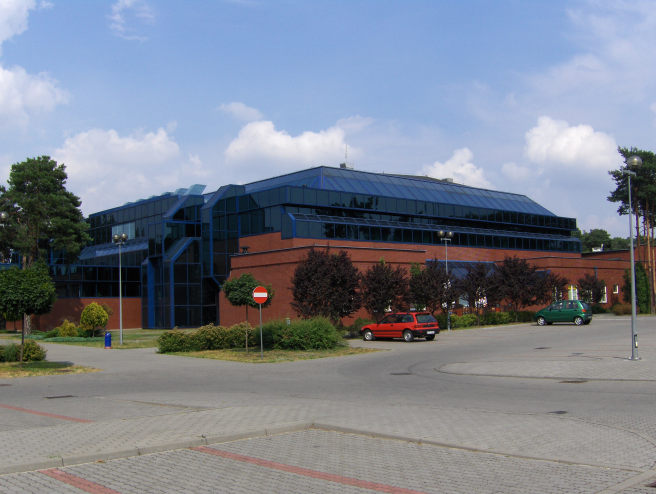
Ośrodek Sportu i Rekreacji w Solcu Kujawskim

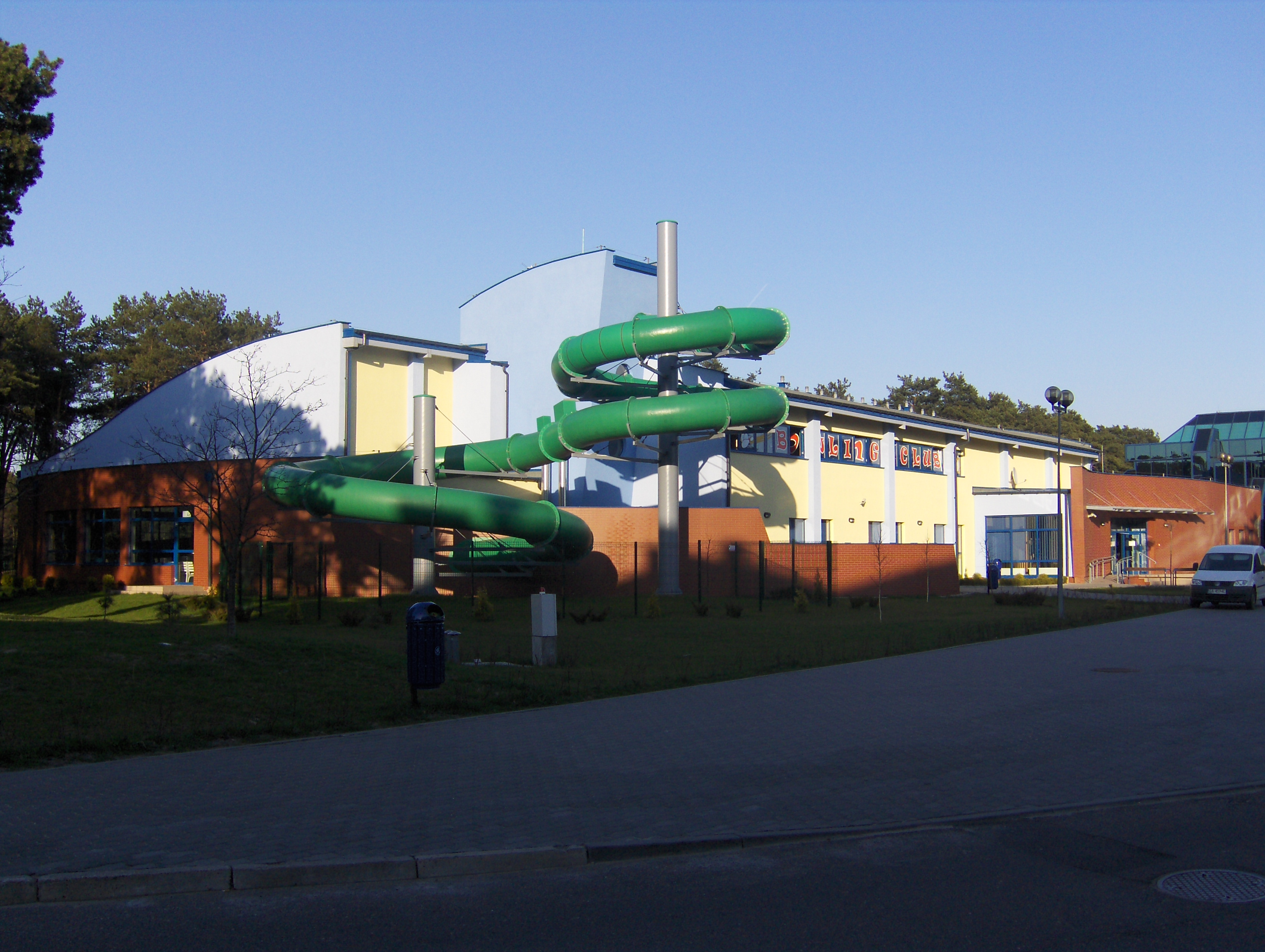
Aquapark "Wisła"

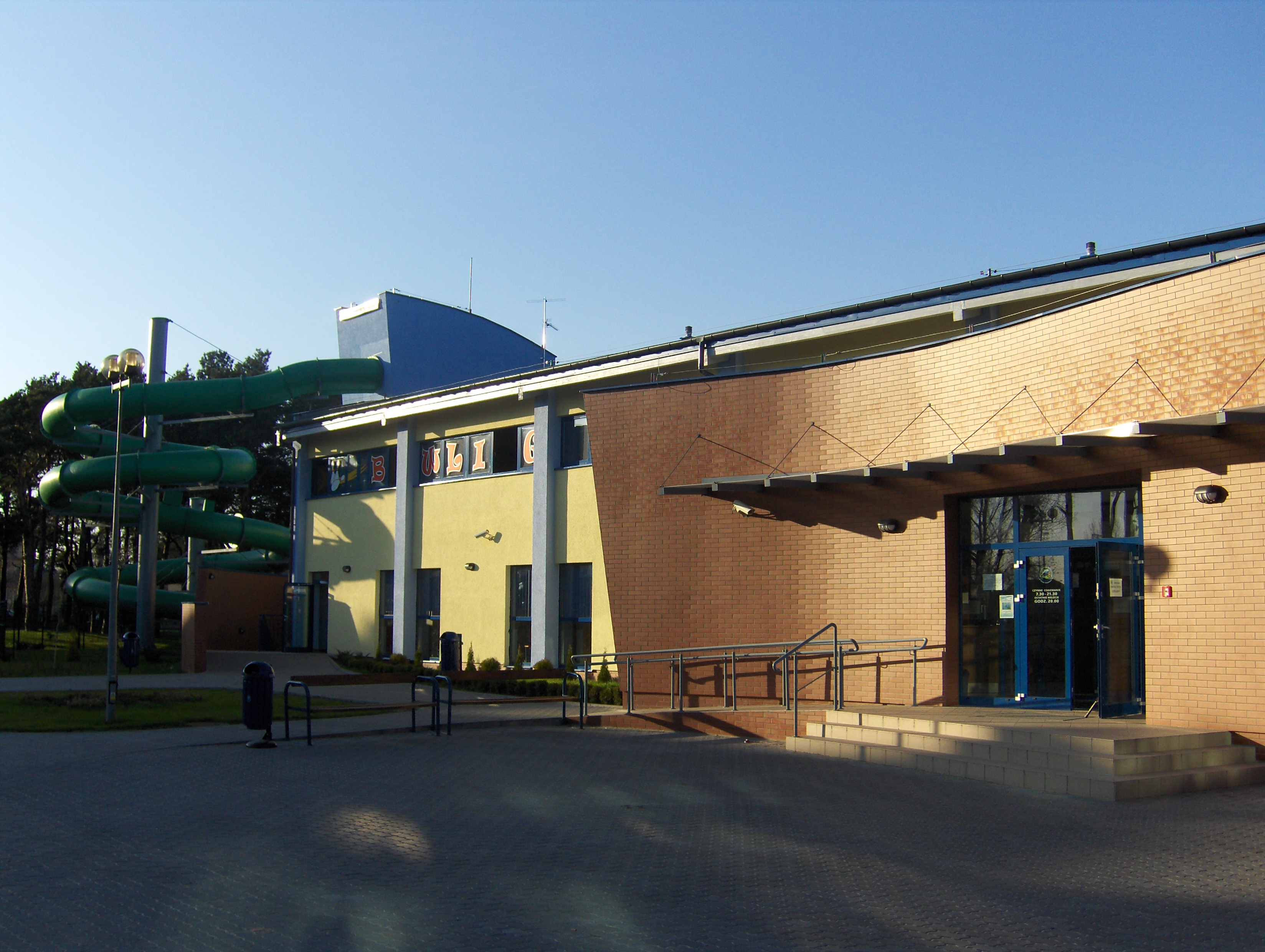
Aquapark "Wisła"

Ośrodek Sportu i Rekreacji w Solcu Kujawskim - kompleks sportowo-rekreacyjno-hotelowy mieszczący się w Solcu Kujawskim przy ul. Stefana Roweckiego „Grota” 3 - kompleks mieści się między tą ulicą a ul. Dworcową i Sportową. 

## Skład kompleksu
Na kompleks OSiR składa się:
- hala sportowo-widowiskowa z bazą hotelową
- Park Wodny  - oddany do użytku 22 września 2006, połączony z halą sportowo-widowiskową
- stadion sportowy
- boisko boczne treningowe

## Charakterystyka
Został oddany do użytku 25 sierpnia 2000. Wśród imprez inauguracyjnych znalazły się m.in. mecz piłki siatkowej kobiet między KS Pałac/Bank Pocztowy/Centrostal Bydgoszcz a belgijskim AMT Isola Tongeren oraz mecz piłki ręcznej mężczyzn pomiędzy Spójnią Gdańsk a szwedzkim Karlshamns Handboulclub. Dotychczas w OSiR zorganizowano już ponad 3500 imprez sportowych - z czego ponad 60 o charakterze międzynarodowym.
Z obiektów wchodzących w skład kompleksu korzystają, oprócz młodzieży szkolnej, która odbywa na hali sportowej i na basenie zajęcia w ramach wychowania fizycznego, także reprezentanci miejscowych klubów sportowych: MLKS, KS Unia, MUKS Wisełka, UKS Top, Karate Kyokushin, MUKS Tie Break oraz MUKS Start Solec Kujawski. 
OSiR organizuje ponadto zgrupowania, obozy sportowe i różnorodne szkolenia oraz targi. W obiektach OSiR organizowały już zgrupowania reprezentanci takich klubów jak:
- piłka nożna:
  - Legia Warszawa
  - Polonia Warszawa
  - ŁKS Łódź
  - Kujawiak Włocławek
  - Górnik Łęczna
  - Piotrcovia Piotrków Trybunalski
- piłka ręczna:
  - Vive Kielce
  - Wisła Płock
- piłka siatkowa"
  - Mostostal-Azoty SA Kędzierzyn-Koźle

## Adres
Ośrodek Sportu i Rekreacji "Wisła"
86-050 Solec Kujawski
ul. Stefana Roweckiego „Grota” 3